# فرودگاه لا فلوریدا (شیلی)
فرودگاه لا فلوریدا (شیلی) (به انگلیسی: La Florida Airport (Chile)) یک فرودگاه همگانی با کد یاتا LSC است که یک باند فرود آسفالت دارد و طول باند آن ۱۹۳۸ متر است. این فرودگاه در کشور شیلی قرار دارد و در ارتفاع ۱۴۷ متری از سطح دریا واقع شده است.

## شرکت‌های هواپیمایی و مقصدهای پروازی
| شرکت‌های هواپیمایی     | مقصدهای پروازی                                                    |
| --------------------- | ----------------------------------------------------------------- |
| Linea Aerea Amaszonas | دیگو اراسنا                                                       |
| لاتام اکسپرس          | سروو مورنو، ال لوا، دسیرتو دا اتاکما، کومودورو ارتورو مرینو بنیتز |
| JetSmart              | کومودورو ارتورو مرینو بنیتز                                       |
| اسکای ایرلاین         | سروو مورنو، کومودورو ارتورو مرینو بنیتز                           |